# L'arte di vincere
L'arte di vincere (Moneyball) è un film del 2011 diretto da Bennett Miller e interpretato da Brad Pitt.
Basata sull'omonimo libro scritto da Michael Lewis nel 2003, la pellicola è stata candidata in sei categorie dell'edizione 2012 dei Premi Oscar, tra cui miglior film, miglior attore protagonista per Brad Pitt e miglior attore non protagonista per Jonah Hill.

## Trama
Nell'ultima partita della stagione 2001 della MLB, la squadra di baseball degli Oakland Athletics viene sconfitta da quella dei New York Yankees per 5-3, perdendo così la possibilità di partecipare alle World Series per la prima volta dopo dieci anni. A causa della sconfitta, il general manager degli Athletics, Billy Beane, si vede negare dalla dirigenza un aumento del budget per poter competere con le squadre più ricche; inoltre, deve far fronte alle partenze di alcuni giocatori importanti arrivati a fine contratto, tra i quali Johnny Damon e Jason Giambi.
Durante un incontro di mercato con i dirigenti dei Cleveland Indians, Beane incontra Peter Brand, un giovane laureato alla Yale University con idee radicali sul come valutare i giocatori; Beane mette alla prova le teorie di Brand, chiedendogli se lo avrebbe mai scelto al draft quando era ancora un giocatore professionista: Brand ammette che non lo avrebbe scelto prima del nono round, e che probabilmente sarebbe finito a giocare al college. Questo incontro convince Beane delle competenze di Brand e lo porta ad assumerlo come assistente degli Athletics.
Inizialmente, gli osservatori della squadra sono sprezzanti e ostili verso il nuovo approccio sabermetrico di Beane nel valutare i giocatori: invece che affidarsi all'esperienza e all'intuizione, seleziona i giocatori basandosi quasi esclusivamente sulla OBP (percentuale che indica il numero delle volte in cui un giocatore conquista una base senza aiuto di penalità); ciononostante, riesce comunque a mettere insieme una squadra con molto più potenziale rispetto a quanto le casse in difficoltà degli Athletics avrebbero permesso.
All'inizio della stagione 2002 gli Athletics non convincono e, nel frattempo, cresce la tensione tra Beane e l'allenatore Art Howe, già alta a causa di motivi contrattuali; Howe non rispetta le nuove direttive e non mette in campo i giocatori scelti da Beane, portando Beane a vendere l'unica stella della squadra per costringere Howe ad impiegare i nuovi acquisti. I risultati deludenti degli Athletics portano i critici, sia all'esterno che all'interno dell'ambiente, a giudicare il nuovo sistema come un triste fallimento.
Beane convince il proprietario della squadra a mantenere questo cammino, e alla fine la squadra comincia a dare migliori risultati, arrivando addirittura a vincere diciannove partite consecutive. Come molti giocatori di baseball, Beane è superstizioso ed evita di vedere le partite, la sua famiglia però lo convince ad andare allo stadio dato che Oakland è già avanti 11-0 sui Kansas City Royals alla fine del terzo inning e appare spedita verso la continuazione della striscia positiva. Beane arriva giusto in tempo per vedere la sua squadra cadere a pezzi e concedere ai Royals di pareggiare il punteggio. Alla fine gli Athletics riescono a strappare la vittoria con un home run al termine del nono inning, battuto da uno dei giocatori scelti da Brand, Scott Hatteberg. La squadra stabilisce così il nuovo record dell'American League con venti vittorie consecutive.
Nonostante tutto il loro successo, gli Athletics perdono ancora nel primo round del post-season, questa volta contro i Minnesota Twins. Beane è deluso, ma soddisfatto di aver dimostrato il valore del metodo suo e di Brand. Beane rinuncia all'opportunità di diventare general manager dei Boston Red Sox, malgrado un'offerta che lo avrebbe fatto diventare il general manager più pagato nella storia del baseball. Egli avrà comunque la soddisfazione, due anni dopo, di vedere i Boston Red Sox vincere le World Series e spezzare la famigerata Maledizione del Bambino, grazie alle sue teorie.

## Produzione
Il personaggio di Peter Brand, interpretato da Jonah Hill, è parzialmente basato su Paul DePodesta, la persona che nella realtà lavorò agli Oakland Athletics con Billy Beane; DePodesta stesso ha richiesto di non essere rappresentato nel film.

## Promozione
Sia il poster che il trailer italiano del film sono stati diffusi sul web il 21 novembre 2011.
Sebbene il film sia stato candidato a 6 premi Oscar tra cui miglior attore protagonista Brad Pitt, in Italia il film è stato poco pubblicizzato ed uscito al cinema in distribuzione limitata, a causa del tema trattato, il baseball, sport poco seguito in Italia.

## Distribuzione
Il film è stato presentato al Toronto International Film Festival il 9 settembre 2011, nelle sale statunitensi è uscito il 23 settembre. In Italia ha aperto la 29ª edizione del Torino Film Festival dove è stato presentato il 25 novembre nella sezione "Festa mobile - Figure nel paesaggio", nelle sale invece è stato distribuito il 27 gennaio 2012.

## Accoglienza

### Incassi
Il film ha guadagnato globalmente poco più di 110 milioni di dollari a fronte di un budget di 50 milioni.

### Critica
La pellicola ha ricevuto numerose recensioni positive da parte della critica, che ha elogiato in particolare l'interpretazione dei due attori protagonisti. Su Rotten Tomatoes, riceve il 94% delle recensioni professionali positive con un voto medio di 8 su 10 basato su 265 recensioni. Su Metacritic, riceve un voto medio di 87 su 100 basato su 42 recensioni.

## Riconoscimenti
- 2012 - Premio Oscar
  - Candidatura per il miglior film a Michael De Luca, Rachael Horovitz e Brad Pitt
  - Candidatura per il miglior attore protagonista a Brad Pitt
  - Candidatura per il miglior attore non protagonista a Jonah Hill
  - Candidatura per la migliore sceneggiatura non originale a Steven Zaillian, Aaron Sorkin e Stan Chervin
  - Candidatura per il miglior montaggio a Christopher Tellefsen
  - Candidatura per il miglior sonoro a Dave Giammarco, Deb Adair, Ed Novick e Ron Bochar
- 2012 - Golden Globe
  - Candidatura per il miglior film drammatico
  - Candidatura per il miglior attore in un film drammatico a Brad Pitt
  - Candidatura per il miglior attore non protagonista a Jonah Hill
  - Candidatura per la migliore sceneggiatura a Steven Zaillian ed Aaron Sorkin
- 2011 - Boston Society of Film Critics Award
  - Miglior attore protagonista a Brad Pitt
  - Migliore sceneggiatura a Aaron Sorkin e Steven Zaillian
- 2011 - Las Vegas Film Critics Society Award
  - Migliore sceneggiatura a Aaron Sorkin e Steven Zaillian
- 2011 - Satellite Award
  - Candidatura per il miglior film
  - Candidatura per il miglior attore protagonista a Brad Pitt
  - Candidatura per il miglior attore non protagonista a Jonah Hill
  - Candidatura per il miglior sceneggiatura non originale a Steven Zaillian ed Aaron Sorkin
- 2012 - Awards of the Japanese Academy
  - Candidatura per il miglior film straniero
- 2012 - Broadcast Film Critics Association Award
  - Migliore sceneggiatura non originale a Aaron Sorkin, Steven Zaillian e Stan Chervin
  - Candidatura per il miglior film
  - Candidatura per il miglior attore protagonista a Brad Pitt
- 2012 - Chicago Film Critics Association Award
  - Migliore sceneggiatura non originale a Steven Zaillian ed Aaron Sorkin
- 2012 - Eddie Awards
  - Candidatura per il miglior montaggio a Christopher Tellefsen
- 2012 - Kansas City Film Critics Circle Award
  - Migliore sceneggiatura non originale a Aaron Sorkin e Steven Zaillian
- 2012 - National Society of Film Critics Award
  - Miglior attore protagonista a Brad Pitt (anche per The Tree of Life)
  - Cancidatura per la migliore sceneggiatura a Steven Zaillian ed Aaron Sorkin
- 2012 - New York Film Critics Circle Award
  - Miglior attore a Brad Pitt (anche per The Tree of Life)
  - Miglior sceneggiatura a Steven Zaillian ed Aaron Sorkin
- 2012 - Premio BAFTA
  - Candidatura per il miglior attore protagonista a Brad Pitt
  - Candidatura per il miglior attore non protagonista a Jonah Hill
  - Candidatura per la migliore sceneggiatura non originale a Aaron Sorkin e Steven Zaillian
- 2012 - Screen Actors Guild Award
  - Candidatura per il miglior attore protagonista a Brad Pitt
  - Candidatura per il miglior attore non protagonista a Jonah Hill
- 2012 - Writers Guild of America
  - Candidatura per la miglior sceneggiatura non originale a Stan Chervin, Steven Zaillian e Aaron Sorkin

## Inesattezze storiche
La trama del film si sviluppa tra il 2001 e il 2002; ciònonostante, la figlia di Billy Beane canta la canzone The Show di Lenka, pubblicata nel 2008.